# Monlam imafesztivál
A monlam (vagy mönlam) imafesztivál vagy más néven a nagy imafesztivál a tibeti buddhizmusban a tibeti naptár első hónapjának 4. és 11. napja közé eső fesztivál, amelynek hagyománya hatszáz évre tekint vissza.

## Története
A monlam fesztivált 1409-ben rendezték meg először Congkapa idejében, aki a gelug hagyomány alapítója volt. Tibet leghatalmasabb vallási fesztiváljára több ezer szerzetes gyűlt össze (a három fő kolostorból: Drepung, Szera és Ganden kolostor), hogy imákat kántáljanak és vallási szertartásokat végezzenek a lhászai Dzsokhang templomban.
1517-ben Gedun Gyaco, a 2. dalai láma lett a Drepung kolostor apátja, aki az azt követő évben újból felélesztette a monlam fesztivált, amelyen újból részt vettek a Szera, a Drepung és a Ganden kolostor gelug szerzetesei.
„A nagy imafesztivál legfőbb célja, hogy imádságokat mondjanak el a hagyományokban szereplő, szentként tisztelt guruk hosszú életéért, a dharma tanítások fennmaradásáért és terjesztéséért, valamint a világbékéért. Az erős hittel és elkötelezettséggel szavalt közös imádkozások segítenek a béke elérését akadályozó tényezők legyőzésében és elősegítik a harmonikus együttélés lehetőségét.”
Annak ellenére betiltották a lhászai Dzsokhangban a monlam fesztivált a kulturális forradalom (1966–1976) idején, hogy azon a helyen 1959 óta már nem is tartották azt meg. A tibeti fővárosban legközelebb csak 1986-ban tarthattak meg újból a fesztivált. Az 1980-as évek végén a tibeti szervezők politikai demonstráció céljából használták a monlam fesztivált és az ahhoz kapcsolódó szertartásokat. A monlam során a szerzetesek pódiumra állva éltették a 14. dalai lámát, Tendzin Gyacót, a tibeti függetlenséget hirdető szimbólumokkal demonstráltak, és kővel dobálták meg a rendőröket. A tüntetéseknek semmilyen eredményre nem vezettek, így a szerzetesek a monlam bojkottját fontolgatták, hogy kifejezzék elégedetlenségüket a kormányzattal. A városi vezetés 1990-ben betiltotta a monlam imafesztivált.
Az Indiában újraalapított tibeti kolostorokban tartanak monlam fesztivált.

## Gyakorlatok
A legmagasabb „lharampa gese” tudományos fokozat záróvizsgáit (buddhista filozófiai tudományos fokozat a gelug hagyományon belül) az egy hetes fesztivál idején tartották. A szerzetesek hagyományos tibeti buddhista táncokat adtak elő (csam) és hatalmas szertartási tortákat (torma) készítettek a felajánlásokhoz, amelyekhez aprólékosan kidolgozott vajszobrok is készültek. A 15. napon volt a fesztivál fő eseménye a „vajlámpa fesztivál” (csunga csopa), amely során a dalai láma ellátogatott a Dzsokhang templomba. A templom előtti Barkhor tér kiállító térként működött a tormák számára. A fesztivál végén ezeket a vajszobrokat hatalmas máglyán égették el.
A tibeti világi emberek hagyományosan az új év napja és a monlam fesztivál közötti időszakban kötöttek házasságot. Az ország minden területéről érkeztek zarándokok, hogy meghallgassák az előadásokat és csatlakozzanak a közös imádkozásokhoz. Egyes kolostorok hatalmas festményeket (thangka) tűztek ki a kolostorok falára.